# Robert Brenner
Robert Paul Brenner ( Nova York, 28 de novembro de 1943) é um historiador e professor norte-americano, diretor do Centro de Teoria Social e História Comparada da UCLA,  editor do jornal socialista Against the Current, e membro do comitê editorial da New Left Review. 
Realizou seus estudos de graduação no Reed College. Obteve seu mestrado (1966) e Ph.D. em Princeton (1970), com a dissertação Political Conflict and Commercial Development: The Merchant Community in Civil War in London. Foi professor assistente (1968-1972), professor associado (1972-1983) e professor titular (desde 1983) do Departamento de História da UCLA. Desde 1987, dirige o  Centro de Teoria Social e História Comparada (Center for Social Theory and Comparative History) da mesma universidade.
Foi professor visitante do Departamento de Economia da New School for Social Research (1981-1982), da Universidade de Massachusetts (1983) e da Universidade Harvard (1983).
Suas áreas de interesse e pesquisa são História da Europa nos primórdios da Modernidade; História econômica, História social e religiosa, História agrária, Teoria social e Marxismo e a Inglaterra no período Tudor-Stuart.
Brenner tem sido um dos contribuintes do debate marxista acerca da transição do feudalismo para o capitalismo e destaca a importância  transformação da produção agrícola na Europa, especialmente na Inglaterra, como principal causa da transição - em oposição a Paul Sweezy e Immanuel Wallerstein, que Brenner qualifica de "marxistas neo-smithianos"  por defenderem o desenvolvimento do comércio internacional, dominado pela Europa, como determinante nesse processo. 
Brenner é um dos historiadores criticados pelo geógrafo J.M. Blaut, em sua obra Eight Eurocentric Historians ('Oito historiadores eurocêntricos').
Nos anos mais recentes, Brenner concentrou-se no estudo da economia global no pós-guerra.

## Bolsas e prêmios
- American Council of Learned Sciences, bolsa de pesquisa, 1972-3.
- Membro do Institute for Advanced Study, Princeton, 1973-4.
- American Council of Learned Societies, bolsa de pesquisa, 1977-8.
- Bolsa Guggenheim, 1977-9.
- Bolsa do National Endowment for the Humanities, 1982-3.
- Honorary Fellow do  Center for European Studies, Harvard, 1982-3.
- Prêmio Isaac Deutscher 1986.  Isaac Deutscher Memorial Foundation, Londres, pelo melhor livro de História e Ciências Sociais em 1986
- Prêmio Morris D. Forkosch, no biênio 1992-1993 da American Historical Association, pelo melhor livro de história britânica.
- Center for Advanced Study in the Behavioral Sciences de Stanford, conferencista convidado, 1994
- Bolsa da Borchard Foundation, 1994-5 e 1995-6.
- Bolsa da Mellon Foundation, no valor de USD 175.000 pelo estudo “The Triple Transition: Market Economy, Nation State, and Democracy,” 1996-1999 (com Ivan Szelenyi e Rogers Brubaker).
- Instituto de Estudos Avançados de Berlim (BerlinWissenschaftskolleg zu Berlin), conferencista convidado, 2000-2001
- Doutor honorário da Universidade de Gante, Bélgica, 2000 [6]

### Livros
- 1993: Merchants and revolution : commercial change, political conflict, and London's overseas traders, 1550-1653 (Princeton, Princeton University Press) ISBN 0-691-05594-7
- 2002: The boom and the bubble : the US in the world economy (New York, Verso) ISBN 1-85984-636-X
- 2006: The economics of global turbulence : the advanced capitalist economies from Long Boom to Long Downturn, 1945-2005 (New York, Verso) ISBN 978-1-85984-730-5
- 2009: Property and progress : the historical origins and social foundations of self-sustaining growth (London, Verso) ISBN 978-1-84467-318-6

### Artigos
- Brenner, Robert. "Agrarian Class Structure and Economic Development in Pre-industrial Europe". Past and Present 70 (1976), pp. 30–74. Influente artigo contendo a principal tese de Brenner, de que os pequenos proprietários agrícolas tinham direitos de propriedade bem estabelecidos e tinham pouco estímulo para abandonar a tecnologia tradicional ou ir além dos mercados locais e, portanto, nenhum incentivo em direção ao capitalismo.
- "The economy after the boom: a diagnosis", International Viewpoint, 342, julho-agosto de 2002.
- "Devastating Crisis Unfolds", Against the Current, 132, janeiro-fevereiro de 2008.
- "The Economy in a World of Trouble", International Viewpoint, 411, abril de 2009.
- "What is Good for Goldman Sachs is Good for America. The Origins of the Present Crisis". 2 de outubro de 2009. Center for Social Theory and Comparative History. Paper 2009-1.